# Кубок Угорщини з футболу 1931—1932
Кубок Угорщини з футболу 1931–1932 — 14-й розіграш турніру. «Хунгарія» виграла на той момент рівно половину титулів — 7 з 14. 

## Чвертьфінали
| Переможці     | Рахунок | Переможені |
| ------------- | ------- | ---------- |
| «Ференцварош» | 4:3     | «Бочкаї»   |
| «Керюлеті»    | 1:0     | «Немзеті»  |
| «Хунгарія»    | 8:0     | «Турул»    |
| «Татабанья»   | 2:1     | «Уйпешт»   |

## Півфінали
| Переможці     | Рахунок | Переможені  |
| ------------- | ------- | ----------- |
| «Ференцварош» | 4:1     | «Керюлеті»  |
| «Хунгарія»    | 4:2     | «Татабанья» |

## Матч за третє місце
| Переможці  | Рахунок | Переможені  |
| ---------- | ------- | ----------- |
| «Керюлеті» | 3:1     | «Татабанья» |

## Фінал
| 5 червня 1932 |

| «Хунгарія» | 1 — 1 | «Ференцварош» |
| ---------- | ----- | ------------- |
| 89' Тіткош |       | 78' Кохут     |

| Юллеї Ут, Будапешт Глядачів: 8000 |

| "Хунгарія   |                |
|             |                |
| ВР          | Анталь Сабо    |
| ЗХ          | Лайош Вебер    |
| ЗХ          | Ференц Кочиш   |
| ПЗ          | Бела Ребро     |
| ПЗ          | Габор Клебер   |
| ПЗ          | Золтан Санізло |
| НП          | Паль Тіткош    |
| НП          | Ласло Чех      |
| НП          | Єньо Кальмар   |
| НП          | Дьюла Бараткі  |
| НП          | Ференц Хірзер  |
| Тренер:     |                |
| Імре Шенкей |                |

| Ференцварош |                 |
|             |                 |
| ВР          | Йожеф Хада      |
| ЗХ          | Геза Такач      |
| ЗХ          | Лайош Кораньї   |
| ПЗ          | Анталь Ліка     |
| ПЗ          | Дьордь Шароші   |
| ПЗ          | Дьюла Лазар     |
| НП          | Міхай Танкош    |
| НП          | Йожеф Такач     |
| НП          | Ференц Седлачик |
| НП          | Геза Тольді     |
| НП          | Вільмош Кохут   |
| Тренер:     |                 |
| Золтан Блум |                 |

## Фінал. Перегравання
| 7 вересня 1932 |

| «Хунгарія»                            | 4 — 3 | «Ференцварош»                  |
| ------------------------------------- | ----- | ------------------------------ |
| 27' Г.Сабо 31' 82' Тіткош 32' Бараткі |       | 7' Тольді 15' Турай 75' Танкош |

| Хунгарія Корут, Будапешт Глядачів: 8000 |

| "Хунгарія   |                |
|             |                |
| ВР          | Анталь Сабо    |
| ЗХ          | Ференц Кочиш   |
| ЗХ          | Дьюла Манді    |
| ПЗ          | Лайош Вебер    |
| ПЗ          | Ференц Оттаві  |
| ПЗ          | Золтан Санізло |
| НП          | Паль Тіткош    |
| НП          | Ласло Чех      |
| НП          | Єньо Кальмар   |
| НП          | Дьюла Бараткі  |
| НП          | Геза Сабо      |
| Тренер:     |                |
| Імре Шенкей |                |

| Ференцварош |               |
|             |               |
| ВР          | Йожеф Хада    |
| ЗХ          | Лайош Кораньї |
| ЗХ          | Лайош Папп    |
| ПЗ          | Анталь Ліка   |
| ПЗ          | Дьордь Шароші |
| ПЗ          | Дьюла Лазар   |
| НП          | Міхай Танкош  |
| НП          | Йожеф Такач   |
| НП          | Йожеф Турай   |
| НП          | Геза Тольді   |
| НП          | Вільмош Кохут |
| Тренер:     |               |
| Золтан Блум |               |